# Chhatak
Chhatak (en bengali : ছাতক) est une upazila du Bangladesh dans le district de Sunamganj. En 1991, on y dénombrait 273 153 habitants.